# Systaria bifida
Espèce
Systaria bifida est une espèce d'araignées aranéomorphes de la famille des Miturgidae.

## Distribution
Cette espèce se rencontre en Thaïlande dans les provinces de Narathiwat et de Phang Nga et en Birmanie dans la région de Tanintharyi.

## Description
Le mâle holotype mesure 7,88 mm et la femelle paratype 10,48 mm.

## Publication originale
- Dankittipakul & Singtripop, 2011 : Seven new species of Systaria Simon, 1897 from southeast Asia (Araneae, Clubionidae, Systariinae). Zootaxa, no 2905, p. 16-32.